# Statuia „Pompierul” din Suceava

Statuia „Pompierul” din Suceava

Statuia „Pompierul” din Suceava (cunoscută și ca Statuia servantului pompier anonim) este un monument din bronz realizat de către sculptorul Narcis Tabarcea și dezvelit în anul 2010 în municipiul Suceava. Statuia este amplasată în fața Bisericii militare Sfântul Ierarh Iosif cel Nou de la Partoș, pe strada Universității, în cartierul Areni.

## Istoric și descriere
Statuia a fost realizată de către sculptorul Narcis Tabarcea, profesor în cadrul Colegiului de Artă „Ciprian Porumbescu” din Suceava. Ea a fost turnată în bronz la București, fiind finanțată prin contribuția benevolă a celor care fac parte din Ministerul Administrației și Internelor.
În anul 2000 a început construcția Bisericii militare Sfântul Ierarh Iosif cel Nou de la Partoș, vizavi de sediul Inspectoratului pentru Situații de Urgență „Bucovina” al județului Suceava, pe strada Universității din cartierul Areni. Edificiul religios a fost finalizat în 2010, devenind cea mai mare biserică militară din România. După terminarea lucrărilor, în data de 15 septembrie 2010 a fost dezvelită statuia „Pompierul”, amplasată în fața bisericii, lângă clopotnița din lemn a acesteia.
Monumentul este închinat tuturor pompierilor suceveni, dar și memoriei pompierilor militari căzuți în bătălia din Dealul Spirii din 13 septembrie 1848. În ziua dezvelirii, statuia, împreună cu clopotnița bisericii, au fost sfințite de un sobor de preoți condus de IPS Pimen. La ceremonia de sfințire au participat oficialități din județul Suceava, printre care primarul Ion Lungu, președintele Consiliului Județean, Gheorghe Flutur, prefectul Sorin Popescu, subprefectul Angela Zarojanu și vicepreședintele Vasile Ilie, ultimul fiind cel care a dezvelit statuia.
Monumentul înfățișează un pompier aflat în poziția în picioare, îmbrăcat în haine militare și având cască de protecție, care ține cu ambele mâini o tulumbă. Statuia se află pe un soclu din beton placat cu piatră de râu. Pe soclu era fixată o placă de culoare albă, cu inscripția „Pompierul”, ce ulterior a fost înlăturată. Lângă monument a fost amplasat un tun.

## Imagini

Statuia „Pompierul”
Statuia „Pompierul”
Statuia „Pompierul”
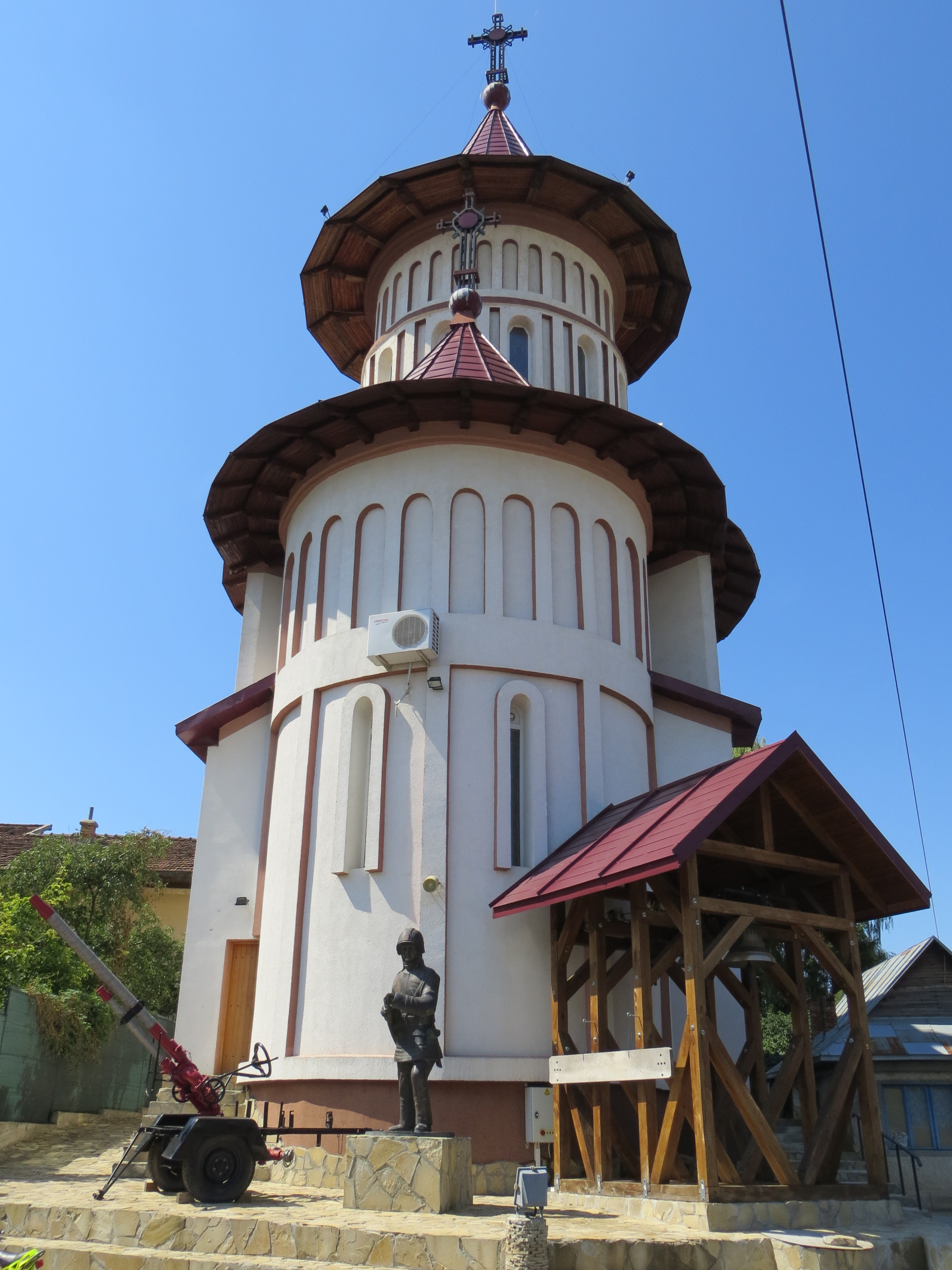
Biserica militară Sfântul Ierarh Iosif cel Nou de la Partoș și statuia

## Vezi și
- Listă de monumente din Suceava
- Monumentul Eroilor Pompieri din București
- Pompierii în România